# Franck Honorat
Franck Honorat (Toulon, Francia, 11 de agosto de 1996) es un futbolista francés que juega de delantero en el Borussia Mönchengladbach de la 1. Bundesliga.

## Trayectoria
Honorat comenzó su carrera deportiva en el O. G. C. Niza, con el que debutó en la Ligue 1 el 3 de noviembre de 2013, en un partido frente al Girondins de Burdeos. En su última temporada en el Niza, la 2016-17, estuvo cedido en el F. C. Sochaux.
En 2017 fichó por el Clermont Foot de la Ligue 2.

### Saint-Étienne
Tras una temporada en el Clermont Foot fichó por el A. S. Saint-Étienne de la Ligue 1, que decidió mantenerlo cedido en el Clermont Foot durante la temporada 2018-19.

### Stade Brest
En 2020, y tras no destacar en el Saint-Étienne, se marchó al Stade Brestois 29, también de la Ligue 1.
En julio de 2023 partió por primera vez de Francia después de ser traspasado al Borussia Mönchengladbach alemán con el que firmó hasta 2028.

## Selección nacional
Honorat fue internacional sub-16, sub-17, sub-18 y sub-19 con la selección de fútbol de Francia.

## Estadísticas

### Clubes
Actualizado al último partido disputado el 3 de noviembre de 2024.
| Club                                | Div.          | Temporada     | Liga  | Liga  | Copas nacionales | Copas nacionales | Copas internacionales | Copas internacionales | Total | Total |
| Club                                | Div.          | Temporada     | Part. | Goles | Part.            | Goles            | Part.                 | Goles                 | Part. | Goles |
| ----------------------------------- | ------------- | ------------- | ----- | ----- | ---------------- | ---------------- | --------------------- | --------------------- | ----- | ----- |
| O. G. C. Niza II Francia            | 5.ª           | 2012-13       | 7     | 0     | ―                | ―                | ―                     | ―                     | 7     | 0     |
| O. G. C. Niza II Francia            | 4.ª           | 2013-14       | 12    | 2     | ―                | ―                | ―                     | ―                     | 12    | 2     |
| O. G. C. Niza II Francia            | 4.ª           | 2014-15       | 15    | 1     | ―                | ―                | ―                     | ―                     | 15    | 1     |
| O. G. C. Niza II Francia            | 4.ª           | 2015-16       | 15    | 5     | ―                | ―                | ―                     | ―                     | 15    | 5     |
| O. G. C. Niza II Francia            | Total club    | Total club    | 49    | 8     | 0                | 0                | 0                     | 0                     | 49    | 8     |
| O. G. C. Niza Francia               | 1.ª           | 2013-14       | 8     | 0     | 0                | 0                | ―                     | ―                     | 8     | 0     |
| O. G. C. Niza Francia               | 1.ª           | 2014-15       | 5     | 0     | 0                | 0                | ―                     | ―                     | 5     | 0     |
| O. G. C. Niza Francia               | 1.ª           | 2015-16       | 6     | 0     | 1                | 0                | ―                     | ―                     | 7     | 0     |
| O. G. C. Niza Francia               | Total club    | Total club    | 19    | 0     | 1                | 0                | 0                     | 0                     | 20    | 0     |
| F. C. Sochaux Francia               | 2.ª           | 2016-17       | 24    | 0     | 5                | 1                | —                     | —                     | 29    | 1     |
| F. C. Sochaux Francia               | Total club    | Total club    | 24    | 0     | 5                | 1                | 0                     | 0                     | 29    | 1     |
| F. C. Sochaux II Francia            | 5.ª           | 2016-17       | 6     | 0     | ―                | ―                | ―                     | ―                     | 6     | 0     |
| F. C. Sochaux II Francia            | Total club    | Total club    | 6     | 0     | 0                | 0                | 0                     | 0                     | 6     | 0     |
| Clermont Foot 63 Francia            | 2.ª           | 2017-18       | 35    | 3     | 3                | 0                | ―                     | ―                     | 38    | 3     |
| Clermont Foot 63 Francia            | 2.ª           | 2018-19       | 35    | 4     | 4                | 3                | ―                     | ―                     | 39    | 7     |
| Clermont Foot 63 Francia            | Total club    | Total club    | 70    | 7     | 7                | 3                | 0                     | 0                     | 77    | 10    |
| A. S. Saint-Étienne II Francia      | 4.ª           | 2019-20       | 1     | 0     | ―                | ―                | ―                     | ―                     | 1     | 0     |
| A. S. Saint-Étienne II Francia      | Total club    | Total club    | 1     | 0     | 0                | 0                | 0                     | 0                     | 1     | 0     |
| A. S. Saint-Étienne Francia         | 1.ª           | 2019-20       | 12    | 0     | 5                | 0                | 2                     | 0                     | 19    | 0     |
| A. S. Saint-Étienne Francia         | Total club    | Total club    | 12    | 0     | 5                | 0                | 2                     | 0                     | 19    | 0     |
| Stade Brestois 29 Francia           | 1.ª           | 2020-21       | 36    | 8     | 1                | 0                | —                     | —                     | 37    | 8     |
| Stade Brestois 29 Francia           | 1.ª           | 2021-22       | 34    | 11    | 3                | 0                | —                     | —                     | 37    | 11    |
| Stade Brestois 29 Francia           | 1.ª           | 2022-23       | 33    | 6     | 2                | 0                | —                     | —                     | 35    | 6     |
| Stade Brestois 29 Francia           | Total club    | Total club    | 103   | 25    | 6                | 0                | 0                     | 0                     | 109   | 25    |
| Borussia Mönchengladbach · Alemania | 1.ª           | 2023-24       | 32    | 3     | 3                | 2                | ―                     | ―                     | 35    | 5     |
| Borussia Mönchengladbach · Alemania | 1.ª           | 2024-25       | 6     | 2     | 2                | 1                | ―                     | ―                     | 8     | 3     |
| Borussia Mönchengladbach · Alemania | Total club    | Total club    | 38    | 5     | 5                | 3                | 0                     | 0                     | 43    | 8     |
| Total carrera                       | Total carrera | Total carrera | 322   | 45    | 29               | 7                | 2                     | 0                     | 353   | 52    |